# Frumencio Escudero Arenas
Frumencio Escudero Arenas (* 27. Oktober 1947 in Celada del Camino, Spanien) ist emeritierter Apostolischer Vikar von Puyo.

## Leben
Frumencio Escudero Arenas empfing am 15. August 1985 die Priesterweihe und wurde in den Klerus des Apostolischen Vikariates Puyo inkardiniert. 
Johannes Paul II. ernannte ihn am 6. Oktober 1992 zum Apostolischen Vikar von Puyo und Titularbischof von Cincari. 
Der Erzbischof von Quito, Antonio José Kardinal González Zumárraga, weihte ihn am 29. November desselben Jahres zum Bischof; Mitkonsekratoren waren Julio Parise Loro CSI, Apostolischer Vikar von Napo, und Teodoro Luis Arroyo Robelly SDB, Apostolischer Vikar von Méndez.
Von seinem Amt trat er am 25. Juli 1998 zurück.